# Скотт Біл
Скотт Р. «Скотті» Біл (англ. Scott Beal, 14 квітня 1890, Квіннесек, Мічиган, США - 10 липня 1973, Голлівуд, Каліфорнія, США) — американський помічник кінорежисера.

## Біографія
Скотт Біл народився 14 квітня 1890 року в Квіннесеку, штат Мічиган, в сім'ї режисера Френка Біла та актриси Луїзи Лестер. Отримавши досвід в якості актора, він вирушив до Каліфорнії, щоб потрапити в кіноіндустрію. Хоча він виконав кілька ролей як актор, більша частина його роботи була за камерою, як помічника режисера, оператора та режисера. В 1933 році він отримав премію «Оскар», як найкращий помічник режисер і був номінований ще раз в 1935 році.

## Фільмографія

### Помічник режисера
- 1947: Банджо / Banjo
- 1946: Тарзан і жінка-леопарда / Tarzan and the Leopard Woman
- 1945: Ренегати Ріо-Гранде / Renegades of the Rio Grande
- 1945: Тарзан і амазонки / Tarzan and the Amazons
- 1936: Мій чоловік Годфрі / My Man Godfrey
- 1936: Без дурнів / Nobody's Fool
- 1935: Пам'ятаєте останню ніч? / Remember Last Night?
- 1935: Ворон / The Raven
- 1935: Леді Таббс / Lady Tubbs
- 1934: Там  завжди є завтра / There's Always Tomorrow
- 1934: Імітація життя / Imitation of Life
- 1933: Тільки вчора / Only Yesterday
- 1932: Авіапошта / Air Mail
- 1932: Нічний світ / Night World
- 1932: Вбивства на вулиці Морг / Murders in the Rue Morgue
- 1931: Купили! / Bought!
- 1931: Залізна людина / Iron Man
- 1931: Дракула / Dracula
- 1925: Її сестра з Парижа / Her Sister from Paris
- 1924: Білий метелик / The White Moth
- 1923: Острів загиблих кораблів / The Isle of Lost Ships
- 1920: Мастер Брут / The Brute Master
- 1920: Полковник Кентуккі / The Kentucky Colonel
- 1919: Блакитний Бонн / The Blue Bonnet
- 1919: Любовний дзвінок / The Love Call
- 1919: Довга смуга повороту / The Long Lane's Turning
- 1918: Дівчина моєї мрії / The Girl of My Dreams
- 1916: Ундіна / Undine

### Актор
- 1956: Перехрестя / Crossroads (телесеріал)
- 1952: Через тебе / Because of You
- 1951: Куди йдеш / Quo Vadis
- 1951: Строго ганебний / Strictly Dishonorable
- 1918: Її момент / Her Moment
- 1915: Викуп за братів / A Brother's Redemption
- 1915: Янтарна ваза / The Amber Vase
- 1915: Любов і наручники / Love and Handcuffs
- 1915: Мученик сучасності / A Martyr of the Present
- 1915: Серце Сампсона / The Heart of Sampson
- 1914: Надзвичайний посол / The Envoy Extraordinary
- 1914: Тридцять хвилин мелодрами / Thirty Minutes of Melodrama
- 1914: Джейн, справедливість / Jane, the Justice
- 1914: Жертва / The Sacrifice
- 1911: Західна мрія / A Western Dream

### Режисер
- 1938: Засуджені на великий термін / Convicts at Large
- 1935: Вперті серця / Straight from the Heart
- 1923: Зовсім як жінка / Just Like a Woman

### Сценарист
- 1938: Засуджені на великий термін / Convicts at Large

### Оператор
- 1923: Ревнивий чоловік / Jealous Husbands